# ترت-بوتیل کلرید
ترت-بوتیل کلرید (به انگلیسی: Tert-Butyl chloride) با فرمول شیمیایی C۴H۹Cl یک ترکیب شیمیایی با شناسه پاب‌کم ۱۰۴۸۶ است؛ که جرم مولی آن 92.57 g/mol می‌باشد. شکل ظاهری این ترکیب، مایع بی‌رنگ است.
در دسته بندی الکل ها قرار دارد
با تری اتیل آلومنیوم واکنش می دهد